# Table of Justice
Table of Justice er en alternativ fodboldstilling, der bygger på såkaldte Expected Points (xP) fremfor faktiske kampresultater. Begrebet anvendes til at vurdere, hvor mange point et hold statistisk set burde have opnået, baseret på kvaliteten af de chancer, de har skabt og tilladt modstanderen at skabe.

## Baggrund
Fodbold er præget af tilfældigheder og kortsigtet varians, og derfor kan den faktiske stilling i en turnering afvige fra holdenes præstationsniveau. I løbet af 2010’erne blev brugen af avanceret dataanalyse udbredt i fodbold, især blandt større klubber, universiteter og bettingselskaber, som forsøgte at finde mere præcise måder at måle præstationer på end blot resultater.

## Data

### Expected Goals (xG)
Expected Goals (xG) er en statistisk måling, der estimerer sandsynligheden for, at en given afslutning fører til mål. Denne sandsynlighed baseres på historiske data og tager højde for faktorer som skudposition, kropsdel, type af aflevering før skuddet, modstandernes placering, og kampens kontekst (f.eks. kontraangreb eller dødbold).
Formålet er at kvantificere kvaliteten af afslutninger snarere end blot antallet.

### Udvidede metrics: xGA og xGOT
To afledte målinger er Expected Goals Against (xGA), som estimerer antallet af mål et hold burde have lukket ind, og Expected Goals on Target (xGOT), som også tager højde for afslutningens kvalitet efter bolden er ramt.

### Expected Points (xP)
Expected Points (xP eller xPts) er en videreudvikling, hvor en kamp simuleres tusindvis af gange baseret på holdenes xG og xGA. Ved at anvende sandsynlighedsteoretiske modeller – særligt den statistiske model expected value – estimeres sandsynligheden for sejr, uafgjort eller nederlag. Det gennemsnitlige antal point fra alle simulationer udgør et holds forventede point i en kamp.
Metoden anvendes primært over flere kampe eller hele sæsoner for at identificere over- eller underpræstationer.

## Oprindelse og brug
Begrebet Table of Justice blev offentligt kendt i Danmark i 2007, da FC Midtjyllands spiller Peter Ankersen henviste til det i medierne. På det tidspunkt var klubben ejet af Matthew Benham, som også ejer det britiske datadrevne firma Smartodds og fodboldklubben Brentford FC.
Table of Justice bruges som et alternativ til den officielle ligatabel, hvor holdenes placeringer baseres på akkumulerede Expected Points fremfor opnåede resultater.

### Kritik og anvendelse
Selvom Expected Points giver et mere nuanceret billede af præstationer, møder metoden skepsis i dele af fodboldmiljøet. Den anvendes dog i stigende grad til taktisk analyse, rekruttering og ledelsesmæssige beslutninger, herunder træneransættelser.
Senere har også andre aktører, herunder FC Københavns cheftræner Jacob Neestrup, offentligt refereret til Table of Justice.